# Andrzej Żuławski
Andrzej Żuławski (tiếng Ba Lan: [ˈandʐɛj ʐuˈwafskʲi]; 22 tháng 11 năm 1940 - 17 tháng 2 năm 2016) là một đạo diễn và nhà văn người Ba Lan. Trong các bộ phim của mình, Żuławski thường mang đến nội dung đi ngược lại chủ nghĩa thương mại chính thống, và hầu hết những bộ phim ông tạo ra đều đã đạt được thành công với những khán giả yêu thích nghệ thuật châu Âu.
Cuối những năm 1950, Żuławski học chuyên ngành điện ảnh tại Pháp. Việc bộ phim thứ hai của ông, The Devil (1972), bị cấm ở cộng sản Ba Lan đã góp phần dẫn đến việc ông chuyển đến Pháp. Sau thành công của That Most important Thing: Love vào năm 1975, ông trở lại Ba Lan và dành hai năm để thực hiện On the Silver Globe (mãi đến năm 1988 mới được phát hành). Việc thực hiện bộ phim này đã bị gián đoạn do những hành vi cố tình phá hoại của các nhà chức trách. Sau đó, Żuławski lại chuyển đến Pháp, tại đây ông tiếp tục tạo ra những bộ phim nghệ thuật bạo lực và gây tranh cãi như Possession (1981). Żuławski cũng được biết đến với những tác phẩm gắn liền với các nữ diễn viên Romy Schneider, Isabelle Adjani và Sophie Marceau.
Phim của ông đã nhận được nhiều giải thưởng tại các liên hoan phim quốc tế khác nhau. Żuławski cũng viết một số tiểu thuyết, có thể kể đến như Il était Un Verger, Lity Bór (hay còn gọi là La Forêt Forteresse), W Oczach Tygrysa, và Ogród Miłości .

## Tiểu sử
Andrzej Żuławski sinh ra ở Lviv, Ukraina (trước đây gọi là Lwów). Ông từng là trợ lý của nhà làm phim Andrzej Wajda.
Khi bộ phim The Devil của ông bị cấm chiếu ở Ba Lan, ông quyết định chuyển đến Pháp, nơi anh thực hiện Điều quan trọng nhất: Tình yêu (1975) cùng với Romy Schneider.
Sau khi trở về Ba Lan, ông làm việc trong hai năm cho một bộ phim mà chính quyền không cho phép ông hoàn thành (Trên Quả cầu bạc), dựa trên một cuốn sách của người bác Jerzy Żuławski. Kể từ đó ông sống ở Pháp, chủ yếu làm các bộ phim nghệ thuật.
Là một người theo chủ nghĩa độc lập và luôn thách thức chủ nghĩa thương mại chính thống, Żuławski đã giành được sự yêu mến của những khán giả yêu thích nghệ thuật châu Âu thuần túy. Những thước phim hoang dã, giàu trí tưởng tượng và gây tranh cãi đã giúp ông nhận được giải thưởng tại nhiều liên hoan phim quốc tế khác nhau. Ông cũng viết một số cuốn tiểu thuyết như Il était Un Verger, Lity Bór (hay còn gọi là La Forêt Forteresse), W Oczach Tygrysa, và Ogród Miłości.
Năm 2006, ông là Trưởng ban giám khảo tại Liên hoan phim Quốc tế Moscow lần thứ 28.
Żuławski đã làm việc nhiều lần với nhà soạn nhạc Andrzej Korzyński, bắt đầu từ Phần ba của đêm (1971). Lần hợp tác cuối cùng của họ là trong bộ phim Cosmos (2015), đây cũng là bộ phim cuối cùng của Żuławski.
Vào ngày 17 tháng 2 năm 2016, Żuławski qua đời tại một bệnh viện ở Warsaw vì bệnh ung thư.

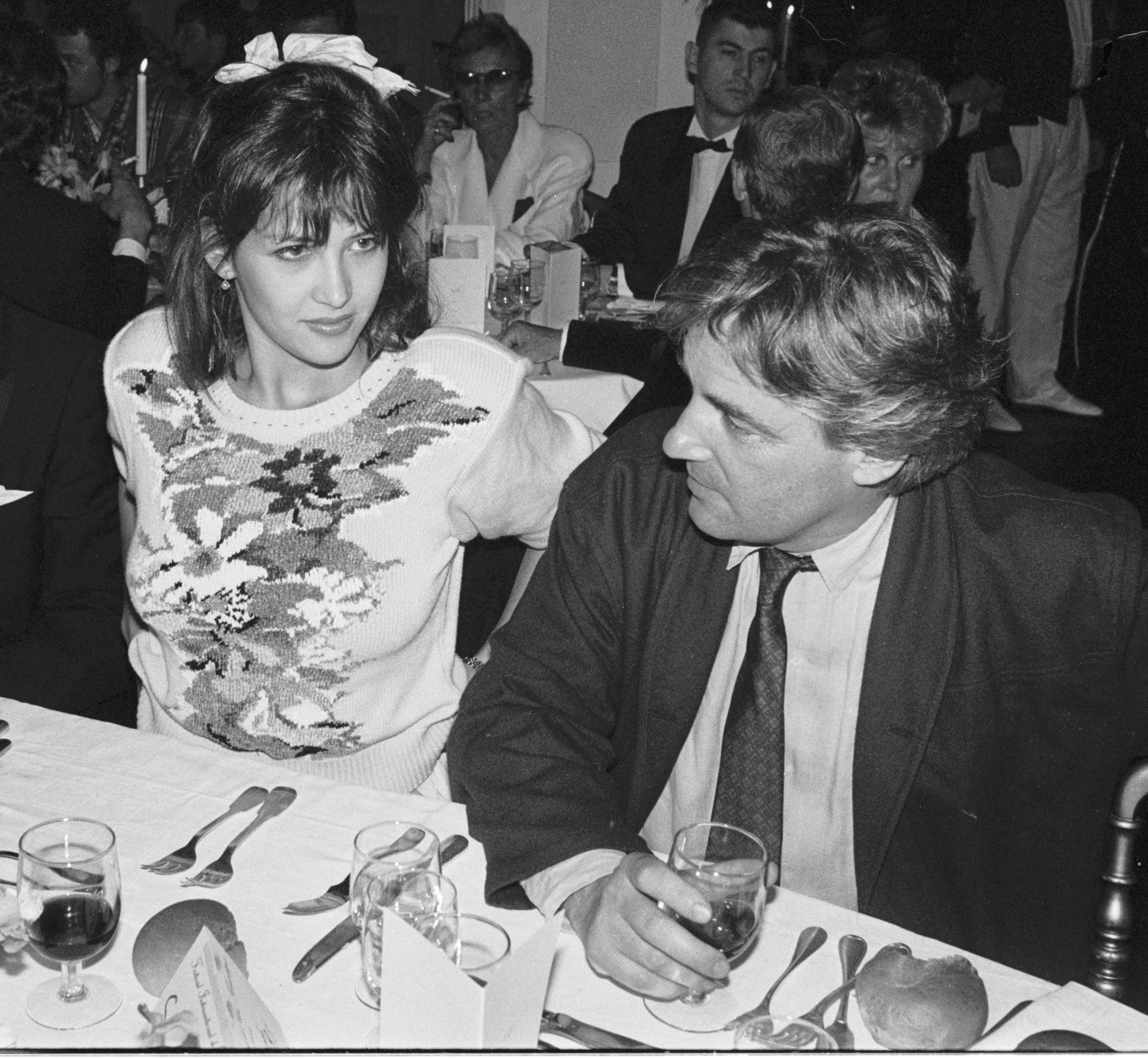
Zulawski vào năm 1988 cùngSophie Marceau, người sau này là bạn đời của ông.

Ông có ba người con trai từ các mối quan hệ khác nhau. Vợ cũ của Żuławski là Małgorzata Braunek, một nữ diễn viên sân khấu và điện ảnh Ba Lan. Con trai của họ, Xawery, cũng là một đạo diễn phim.
Ông có mối quan hệ tình cảm với nữ diễn viên người Pháp Sophie Marceau trong mười sáu năm, người đã cùng ông đã làm bốn bộ phim trong khoảng thời gian 15 năm (L'Amour braque, My Nights Are More Beautiful Than Your Days, La Note bleue, Fidelity). Họ đã có với nhau một người con trai tên là Vincent. Họ chia tay vào năm 2001.

## Làm phim

### Phim điện ảnh
| Năm  | Tựa đề                                      | Đạo diễn | Biên kịch  | Ghi chú                                                 |
| ---- | ------------------------------------------- | -------- | ---------- | ------------------------------------------------------- |
| 1971 | The Third Part of the Night                 | Có       | Có         |                                                         |
| 1972 | The Devil                                   | Có       | Có         |                                                         |
| 1975 | That Most Important Thing: Love             | Có       | Có         |                                                         |
| 1981 | Possession                                  | Có       | Có         | Được đề cử giải Palme d'Or                              |
| 1984 | The Public Woman                            | Có       | Có         | Được đề cử Giải César cho Phim Chuyển thể Xuất sắc nhất |
| 1985 | L'Amour braque                              | Có       | Có         |                                                         |
| 1987 | Malady of Love                              | Có       | Cốt truyện |                                                         |
| 1988 | On the Silver Globe                         | Có       | Có         |                                                         |
| 1989 | My Nights Are More Beautiful Than Your Days | Có       | Có         |                                                         |
| 1989 | Boris Godunov                               | Có       | Có         |                                                         |
| 1991 | The Blue Note                               | Có       | Có         |                                                         |
| 1996 | Szamanka                                    | Có       | Không      |                                                         |
| 2000 | Fidelity                                    | Có       | Có         |                                                         |
| 2015 | Cosmos                                      | Có       | Có         |                                                         |
| 2019 | Bird Talk                                   | Không    | Có         |                                                         |

### Phim ngắn và Truyền hình
| Năm  | Tựa đề                      | Đạo diễn | Biên kịch | Ghi chú               |
| ---- | --------------------------- | -------- | --------- | --------------------- |
| 1958 | La sorcière                 | Có       | Có        | Phim ngắn             |
| 1969 | The Song of Triumphant Love | Có       | Có        | Phim truyền hình      |
| 1969 | Pavoncello                  | Có       | Có        | Phim truyền hình ngắn |
| 1972 | Theatre Macabre             | Có       | Không     | TV Series; 2 tập      |